# Barilius
Barilius es un género de peces de la familia Cyprinidae.

## Especies
Este género contiene las siguientes especies:

- Barilius bakeri (Day, 1865)[8]
- Barilius barila (Hamilton, 1822)
- Barilius barna (Hamilton, 1822)
- Barilius bendelisis (Hamilton, 1807)[9]
- Barilius bernatziki (Koumans, 1937)
- Barilius borneensis (Roberts, 1989)
- Barilius canarensis (Jerdon, 1849)
- Barilius caudiocellatus (Chu, 1984
- Barilius chatricensis (Selim & Vishwanath, 2002)[10]
- Barilius dimorphicus (Tilak & Husain, 1990)[11]
- Barilius dogarsinghi (Hora, 1921)
- Barilius evezardi (Day, 1872)
- Barilius gatensis (Valenciennes, 1844)
- Barilius huahinensis (Fowler, 1934)
- Barilius infrafasciatus (Fowler, 1934)
- Barilius lairokensis (Arunkumar & Tombi Singh, 2000)[12]
- Barilius mesopotamicus (Berg, 1932)[13]
- Barilius modestus (Day, 1872 )
- Barilius naseeri (Mirza, Rafiq & Awan, 1986)
- Barilius neglectus (Stieler, 1907)[14]
- Barilius nelsoni (Barman, 1988)[15]
- Barilius ngawa (Vishwanath & Monojkumar, 2002)[16]
- Barilius ornatus (Sauvage, 1883)
- Barilius pakistanicus (Mirza & Sadiq, 1978)
- Barilius ponticulus (Smith, 1945)
- Barilius radiolatus (Günther, 1868)
- Barilius shacra (Hamilton, 1822)
- Barilius tileo (Hamilton, 1822)
- Barilius vagra (Hamilton, 1822)